# Macromedia HomeSite
| Macromedia HomeSite |                      |
| --- | -------------------- |
| |                      |
| \| Software de: \| Macromedia \| \| Plataforma: \| Windows, Mac \| \| Usado para: \| crear HTML en código \| \| Extensión: \| *.html \| \| MIME: \| ... \| \| Licencia \| No libre \| \| Sitio web \| adobe sys.inc. \| |                      |
| Software de: | Macromedia           |
| Plataforma: | Windows, Mac         |
| Usado para: | crear HTML en código |
| Extensión: | *.html               |
| MIME: | ...                  |
| Licencia | No libre             |
| Sitio web | adobe sys.inc.       |

Macromedia HomeSite es un programa de Macromedia para desarrollar página web, como Macromedia Dreamweaver o Microsoft FrontPage.

## Versiones
- Allaire HomeSite 3.0 (noviembre de 1997)
- Allaire HomeSite 4.0 (noviembre de 1998)
- Macromedia HomeSite 5.0 (2001)
- Macromedia HomeSite 5.2 (enero de 2003)
- Macromedia HomeSite 5.5 (septiembre de 2003)

También hay otra versión llamada HomeSite+ incluida en Dreamweaver MX 2004.
El producto fue descatalogado por Adobe el 26 de mayo de 2009 (más información en el enlace externo, en la sección siguiente).